# Roman Herzog Forschungspreis Soziale Marktwirtschaft
Mit dem Roman Herzog Forschungspreis Soziale Marktwirtschaft werden seit 2014 Nachwuchswissenschaftler ausgezeichnet, die sich in ihren Dissertationen oder Habilitationen mit der Zukunftsfähigkeit der Sozialen Marktwirtschaft auseinandersetzen.
Der Forschungspreis wird vom Roman Herzog Institut e.V. einmal jährlich an drei Nachwuchswissenschaftler vergeben und ist mit einem Preisgeld von insgesamt bis zu 35.000 Euro dotiert.
Der wissenschaftliche Beirat des Roman Herzog Instituts leitet das dreistufige Auswahlverfahren und ermittelt die Preisträger.
Die Namensgebung des Forschungspreises ehrt den ehemaligen deutschen Bundespräsident Roman Herzog, der als Schirmherr das Roman Herzog Institut seit 2002 bis zu seinem Tod am 10. Januar 2017 begleitet hat. Die Geschäftsführung hat Martin Michael Lang inne.

## Zielsetzung des Forschungspreises
Es ist das Anliegen des Roman Herzog Instituts den ethischen Prinzipien der Sozialen Marktwirtschaft wieder zu mehr Geltung zu verhelfen und Nachwuchswissenschaftler in ihrer wissenschaftlichen Arbeit zu unterstützen.

## Kriterien für die Teilnahme
Die abgeschlossene Promotions- oder Habilitationsarbeit darf nicht älter als drei Jahre sein und muss sich thematisch mit dem Themenkomplex der Sozialen Marktwirtschaft beschäftigen.
Erwünscht sind fachübergreifende Beiträge mit praxisnahen Forschungsergebnissen.
Die Arbeit ist in deutscher oder englischer Sprache verfasst.
Der Autor ist zum Zeitpunkt der Bewerbung nicht älter als 40 Jahre.
Möglich sind sowohl Selbstbewerbungen als auch Vorschläge von Fakultäten und Instituten.
Bewerbungsfrist ist jeweils der 31. Dezember eines Jahres.

## Preisträger
- 2014[7]
  - 1. Preis: Jan Hogrefe, Zentrum für Europäische Wirtschaftsforschung (ZEW) Mannheim, für „Income and employment effects of trade and offshoring in modern labor markets“
  - 2. Preis: Alexander Lorch, Universität St. Gallen, für „Vom Ordoliberalismus zum substantiellen Liberalismus – Grundlagen einer freiheitlichen Gesellschafts- und Wirtschaftsordnung“
  - 3. Preis: Rupprecht Podszun, Universität Bayreuth, für „Wirtschaftsordnung durch Zivilgerichte“
- 2015[8]
  - Charlotte Bartels, Freie Universität Berlin, für „Versicherung und Anreize im deutschen Wohlfahrtsstaat“
  - Inga C. Schad-Dankwart, Universität zu Köln, für „Ordnungspolitik für irrationale Menschen – Eine Synthese aus Psychologie und Ordoliberalismus“
  - Matthias Heinz, Johann Wolfgang Goethe-Universität Frankfurt am Main, für „Empirical Studies in Personnel and Media Economics“
- 2016[9]
  - 1. Preis: Julian Dörr, Hochschule für Politik München, für „Die europäische Kohäsionspolitik – eine ordnungsökonomische Perspektive“
  - 2. Preis: Barbara Elisabeth Fulda, Universität zu Köln, für „Immer weniger Kinder? Soziale Milieus und regionale Unterschiede der Geburtenzahlen“
  - 3. Preis: Britta Gehrke, Friedrich-Alexander-Universität Erlangen-Nürnberg, für „Policy Evaluation in Macroeconomics: Unemployment, Fiscal Rules, and Exchange Rates“
- 2017[10]
  - 1. Preis: Julian F. Müller, TU München, für „Polycentric Democracy. Making Use of Diversity“
  - 2. Preis: Ekkehard Köhler, Albert-Ludwigs-Universität Freiburg, für „Essays on Fiscal and Monetary Policy“
  - 3. Preis: Friedrich von Schönfeld, Buccerius-Law-School, Hamburg, für „Leitungs- und Kontrollstrukturen in gemeinnützigen Organisationen. Eine Untersuchung zu der Effektivität im Dritten Sektor und deren Verbesserung durch einen Kodex“
- 2018[11]
  - 1. Preis: Heiko T. Burret, Albert-Ludwigs-Universität Freiburg, für „Fiscal Rules and Financial Sustainability – Evidence from Germany and Switzerland“
  - 2. Preis: Korbinian von Blanckenburg, Hochschule Ostwestfalen-Lippe, für „Entwicklung von wettbewerbsökonomischen Methoden zur Aufdeckung und Minderung von Marktmachtmissbrauch“
  - 3. Preis: Marta Castelon, Ludwig-Maximilians-Universität München, für „International Taxation of Income from Services under Double TaxationConventions – Development, Practice and Policy“
  - 3. Preis: Laura Marie Edinger-Schons, Universität Bochum, für „Essays on Corporate Social Responsibility (CSR) and Marketing – CSR Strategy, Communication and Innovative Pricing“

- 2019[12]
  - 1. Preis: Peter Eppinger, Eberhard Karls Universität Tübingen, für „Essays in International Trade and Global Production“
  - 2. Preis: Christina Hertel, Technische Universität München, für „Community Entrepreneurship: Toward a Legitimate Research Domain“
  - 3. Preis: Susanne Veldung, Julius-Maximilians-Universität Würzburg, für „Conscious Capitalism – Verantwortungsbewusste Unternehmens- und Markenführung. Eine konzeptionelle, praktische, theoretische und empirische Untersuchung“
- 2020[13]
  - 1. Preis: Daniel Blaseg, Goethe-Universität Frankfurt am Main, für „Crowdfunding“
  - 2. Preis: Johanna Stark, Ludwig-Maximilians-Universität München, für „Law for Sale: A Philosophical Critique of Regulatory Competition“
  - 3. Preis: Laura Pohlan, Universität Mannheim, für „Essays on Unemployment, Job Search Behavior and Policy Interventions“
- 2021[14]
  - 1. Preis: Gorgi Krlev, Universität Oxford, für „Measuring social impact – the conceptual and empirical advancement of an emergent concept“
  - 2. Preis: Johanna Hochloff, Universität Siegen, für „Regeln, Institutionen und Ordnungen: Die kulturelle Ökonomik von Friedrich A. Hayek und Douglass C. North“
  - 3. Preis: Florian Spitzer, Universität Wien, für „How detrimental behaviour is shaped by the institutional environment – three essays in behavioral and experimental economics“
- 2022[15]
  - 1. Preis Patrick Abel, Universität Passau, für „International Investor Obligations – Towards Individual International Responsibility for the Public Interest in International Investment Law“
  - 2. Preis Max Braun, Freie Universität Berlin, für „Four essays on the antecedents of financial white-collar crime“
  - 3. Preis Dominik Frankenberg, Thünen-Institut, für „Allokative und distributive Effekte der aufgabenorientierten Bedarfsmessung im kommunalen Finanzausgleich – Ansätze zur Ableitung und Analyse aufgabenadäquater Finanzausgleichsleistungen am Beispiel des Landes Nordrhein-Westfalen“